# Зядлуд
Зядлу́д (рос. Зядлуд) — присілок у Вавозькому районі Удмуртії, Росія.

## Населення
Населення — 153 особи (2010; 165 в 2002).
Національний склад (2002):
- росіяни — 56 %
- удмурти — 44 %

## Господарство
У присілку є початкова школа-садочок, фельдшерсько-акушерський пункт, будинок культури та бібліотека.
Урбаноніми:
- вулиці — Верхня, Центральна